# Eolcs
Eolcsとはエンジンオイル認証システムであるEOLCS：Engine Oil Licensing and Certification Systemの略である。1993年アメリカ石油協会（API）やアメリカ自動車技術者協会（SAE）、アメリカ材料試験協会（ASTM）、アメリカ自動車工業会などの団体によって構成された。

## Eolcs規格制定の背景
API（アメリカ 石油協会 American Petroleum Institute）やILSAC（潤滑油国際標準化認証委員会 International Lubricants Standardization and Approval Committee）規格に準じる等級を表す規格として、ガソリンエンジンではS×のサービス分類、ディーゼルエンジンではC×といったコマーシャル分類表示が一般的に普及していたが、アメリカに於いて、市場に出回るエンジンオイルを抜き打ち採取し、成分などを分析したところ、S×と書かれていても、実際にはその基準に満たしていないオイルが見受けられた。
そこでEolcsが制定され、実際にEolcsに申請、テストをパスしたオイルのみがAPIのドーナツマークや、ILSACのスターバーストマークといったクオリティーマーク（シンボル&サーフィスケーションマーク）の表示できることとなった。それまでのSGまでは自己認証で認められていたが、API SH、ILSAC GF-1以降Eolcsに申請、テストをパスしたオイルのみ、正式なAPI認証オイルとして認められることになり、例えSMやSLと書かれていても、ドーナツマークがないオイルはあくまでSM・SL相当（レベル・クラス）という自己認証でしかない。
しかし、たとえAPIの基準をパスできても、Eolcsの認証にかかる手続きの手間や、莫大な費用の負担を回避するために、あえて申請しない場合もある（その場合は規格分類の後に「相当」（performance）と併記されるか、そもそも規格が明記されない。ただし、古い規格等ですでに廃止された分類である場合も相当と書かれる場合も多い）。
また、省燃費性やロングドレイン、触媒への影響から低リン、低硫黄処方にすべく低環境負荷を優先したAPIやILSAC規格とは方向性が違う処方をするため、競技・スポーツ走行用のオイルや、旧車向けのオイルは古いAPIの規格のままであったり、API相当規格を全く明記しない場合もある。用途、車種の如何によっては最新API規格のオイル、ドーナツマーク付きのオイルが最善最適な選択にならない場合もある。欧州で販売されているオイルは欧州規格のACEA規格に準じることが多いので、その大半にドーナツマークやスターバーストマークはない（日本で販売されている欧州ブランドのオイルはその多くが国内でライセンス生産・委託生産されており、日本国内は日本車のようにAPI規格のオイルを指定する車種が多い市場でもあるため、ドーナツマークやスターバーストマークつきのものも数多く存在している）。なお、日本国内メーカーの自動車や二輪車は取扱説明書上で純正オイル以外を使用する上での目安として各種規格（ガソリン四輪車はAPI規格、ディーゼル車や二輪車はJASO規格）の指定はあるものの、純正オイルの中には各種規格の認定を受けておらず、相当としていたり明記がないことものもある。
2010年10月よりAPIはSN、ILSACはGF-5の認証オイルの販売が開始された。後の2018年5月にAPIはSN PLUSが（ILSACはGF-5のまま）、さらに後の2020年5月にはAPIはSP、ILSACはGF-6の認証オイルの販売が開始された。
モータースポーツが盛ん、かつ若者のスポーツカーへの関心が高かった時代は、多くのアフターマーケットパーツブランドからエンジンオイルが販売されていたが（生産はOEM）、スポーツ走行向けに処方したオイルは最新API規格に対応できないため、SJ+やSLαのような表記が用いられることもあった。ヴィンテージカーを趣味として所有するユーザーや、アマチュアレーサー多いアメリカでは、現行のAPI規格に準じないZnDTPを多く配合した旧車用オイルや、レーシング用オイルとして、High Zincオイルと書かれたオイルも数多く供給されている。